# 구와바라 히로요시
구와바라 히로요시(일본어: 桑原 裕義, 1971년 10월 2일 ~ )는 일본의 전 축구 선수이다.

## 구단 경력
과거 산프레체 히로시마, 알비렉스 니가타, 기라반츠 기타큐슈, 파지아노 오카야마에서 활동하였다.